# Onychembolus anceps
Onychembolus anceps är en spindelart som beskrevs av Alfred Frank Millidge 1991. Onychembolus anceps ingår i släktet Onychembolus och familjen täckvävarspindlar. Inga underarter finns listade i Catalogue of Life.